# Maurice Yvain
Maurice Yvain född 12 januari 1891 i Paris, död 28 juli 1965 i Suresnes, fransk kompositör.